# Heterocnephes apicipicta
Heterocnephes apicipicta là một loài bướm đêm trong họ Crambidae.